# 多瑙西盖特
多瑙西盖特（匈牙利語：Dunasziget）是匈牙利杰尔-莫雄-肖普朗州所辖的一个村。总面积35.90平方公里，总人口1457，人口密度40.6人/平方公里（2011年1月1日）。